# Carl Fröberg
Carl Fröberg, född den 5 juni 1866 i Härnösand, död den 15 november 1952 i Stockholm, var en svensk ämbetsman. Han var son till Christian Fröberg.
Fröberg blev student vid Uppsala universitet 1885, vid Lunds universitet 1887, och avlade juris utriusque kandidatexamen i Lund 1891. Han anställdes vid länsstyrelsen i Stockholms län 1895, blev extra länsnotarie där 1899 och länsnotarie 1902. Fröberg var landssekreterare i Skaraborgs län 1915–1933. Han blev riddare av Vasaorden 1915 och av Nordstjärneorden 1921 samt kommendör av andra klassen av sistnämnda orden 1931. Fröberg vilar på Grödinge gamla kyrkogård.